# 君を見上げて
君を見上げて（きみをみあげて）は、1990年に読売新聞で連載されていた山田太一の新聞小説である。
2002年にテレビドラマ化された。
身長163cmの男性・高野章二と182cmの女性・小坂瑛子のラブストーリー。

## テレビドラマ
2002年2月19日から3月12日まで放送された、NHK「ドラマDモード」での最後の作品。全4回。
一部の舞台であるソウルがバンコクに変更されている。

### 出演
キャスト出典
- 高野章二: 森田剛
- 小坂瑛子: 未希
- 高野恭司: 石井正則
- 小坂伸哉: 高田宏太郎
- 白井早智子: みれいゆ
- 北岡祐吉: 北村一輝
- 高野章: 角野卓造
- 高野都子: 大谷直子
- 萩野秀蔵: 加藤雅也

### スタッフ
- 原作: 山田太一『君を見上げて』（新潮文庫）[1]
- 脚本: 大森寿美男[1]
- 音楽: 福島祐子[1]
- 共同制作: NHKエンタープライズ21
- 主題歌: 松本英子「君に会いたい」

### 放送日程
| 放送回 | 放送日  | サブタイトル |
| ------ | ------- | ------------ |
| 第1回  | 2月19日 | バンコクの涙 |
| 第2回  | 2月26日 | 恋人の距離   |
| 第3回  | 3月05日 | 背の高い二人 |
| 第4回  | 3月12日 | リバーサイド |

## 出版物
- 原作
  - 1990年 新潮社 ISBN 4103606053
  - 1993年 新潮社新潮文庫 ISBN 4101018200
- DVD
  - 2002年 avex trax 全2巻